# Галіна (Індіана)
Галіна (англ. Galena) — переписна місцевість (CDP) в США, в окрузі Флойд штату Індіана. Населення — 1726 осіб (2020).

## Географія
Галіна розташована за координатами 38°21′26″ пн. ш. 85°56′16″ зх. д. / 38.35722° пн. ш. 85.93778° зх. д. (38.357219, -85.937773).  За даними Бюро перепису населення США в 2010 році переписна місцевість мала площу 6,94 км², з яких 6,92 км² — суходіл та 0,02 км² — водойми.

## Демографія
Згідно з переписом 2010 року, у переписній місцевості мешкало 1818 осіб у 637 домогосподарствах у складі 534 родин. Густота населення становила 262 особи/км².  Було 659 помешкань (95/км²).
Расовий склад населення:
| - 98,6 % — білих - 0,6 % — азіатів - 0,2 % — корінних американців |

До двох чи більше рас належало 0,6 %. Частка іспаномовних становила 0,7 % від усіх жителів.
За віковим діапазоном населення розподілялося таким чином: 27,0 % — особи молодші 18 років, 63,2 % — особи у віці 18—64 років, 9,8 % — особи у віці 65 років та старші. Медіана віку мешканця становила 38,2 року. На 100 осіб жіночої статі у переписній місцевості припадало 95,3 чоловіків;  на 100 жінок у віці від 18 років та старших — 91,4 чоловіків також старших 18 років.
Середній дохід на одне домашнє господарство  становив 84 232 долари США (медіана — 72 000), а середній дохід на одну сім'ю — 89 683 долари (медіана — 77 500). Медіана доходів становила 50 134 долари для чоловіків та 35 819 доларів для жінок. За межею бідності перебувало 1,1 % осіб, у тому числі 0,0 % дітей у віці до 18 років та 11,5 % осіб у віці 65 років та старших.
Цивільне працевлаштоване населення становило 896 осіб. Основні галузі зайнятості: освіта, охорона здоров'я та соціальна допомога — 22,5 %, роздрібна торгівля — 19,3 %, виробництво — 17,4 %.